# ルーンロオド
『ルーンロオド -RUNE LORD-』は、CLOCKUP team.DYOより2010年1月29日に発売された18禁SFアドベンチャーゲーム。「CLOCKUP ロボシリーズ 三部作」の第三作目（完結編）。 

## ストーリー
1986年9月の広島県尾道を舞台に繰り広げられる、ドタバタ学園物SFラブコメディ。
何の能力もない平凡な学生である主人公「鋼 正義」が、伝説にして最強のデュランダル「グリゼルディス」を手に入れたことから、繰り返される日常に突如訪れる人生最大のモテ期。三人の美人外人娘「ジゼル、ゲルダ、アネット」から好意を寄せられ、さらには実の妹「麻奈」まで加わり、時空円環球状宇宙の存亡を賭けた大騒ぎに。果たして正義はこの中からいったい誰を選ぶのか？

## キャラクター

### 主人公及びヒロイン
鋼 正義（はがね せいぎ）
声 - ほうでん亭ノドガシラ（部分的に収録）
主人公。ラノベやマンガやアニメやゲームやフィギュアが大好きなオタク。グリゼルディスとリンクすることにより「超人モード」に変身可能に。仮想研部員。
ジゼル・オリンピアダ
声 - 五行なずな
ヒロイン。金髪巨乳娘。仮想研部員。
ゲルダ・ゼセブラント
声 - 神月あおい
ヒロイン。銀髪貧乳娘。仮想研部員。
アネット・ガブリエル
声 - 藤森ゆき奈
ヒロイン。青髪お子様体型。仮想研部員。
鋼 麻奈（はがね まな）
声 - 民安ともえ
主人公の妹。おにいちゃん大好きっ娘（こ）。
アーデルハイド
声 -
グリゼルディスの搭載AI（人工知能）。女性人格。主人公（マスター）を護るためなら何でもする。

### 仮想研 関係者
辻本 かこみ
声 - あかしゆき
仮想研部長。腐女子。
早川 健一
仮想研部員
縞馬 段
仮想研部員

### 学校 関係者
飯島 美奈子
声 - 如月葵
担任
鳳 竜之介
声 - 蝦押丈
副担任
宍戸 源八
声 - 滝沢アツヤ
生活指導教諭
桜沢 秀一郎
声 - 如月葵
生徒会長
高原 京子
声 - 鶴屋春人
生徒会役員

### メイド喫茶 あららと 関係者
入谷 明子
声 - なかせひな
メイド
美空 玲子
声 - 風音
メイド。実質店長。
神屋 夏樹
声 - 宮沢ゆあな
メイド

### お好み焼き 宇宙屋 関係者
伊沢 るか
声 - 高井戸雫
店長
立川 空
声 - 草柳順子
店員
友坂 さゆり
声 - かわしまりの
店員

### アニメショップ マニアメイト 関係者
御堂 鳴海
声 - 古河徹人
店長
速水 瑠美子
声 - 桜川未央
店員
石田 龍子
声 - なかせひな
常連客
入江 明日香
声 - 青葉りんご
常連客

### 美原神社 関係者
伊佐美 良子
声 -
巨乳巫女

## 登場ロボット及びメカ
グリゼルディス
主人公の乗機。「ビーストモード」（狼）に変形する。時空円環球状宇宙全体で12個しか存在しないオリジナルの思考エンジン（＝知的生命体の思考や感情や意思をエネルギーに変換するもの）の内の一つを搭載している。
バルトロメウス
ジゼルの乗機。デュランダル。その正体は量産型アレキサンダーが自己進化したもの。フレームや武装は別物だがコア部分は変わらず。主兵装は超振動ランス。
エドゥアールド
ゲルダの乗機。デュランダル。時間操作能力を持つ。主兵装は絶対零度の弾を撃ち出すレールガン。
ギーゼルベルト
黒騎士の乗機。正確にはデュランダルではない。6本のアクティブ・ベイルを備える。主兵装は単分子ブレード。
イルダーナ
アネットの乗機。SBT（シェル・ブレイン・タンク）。兵装はミサイル。
ジークフリート
前々作『ジオグラマトン』及び前作『Zwei Worter』 にも登場した耐圧歩行戦車。今作では恭介機、ひかり機、ルー機、ミーナ機、霊宝機、イリューダ（アドナー/ドーヴェ）機が登場。全機改装されており空戦能力を獲得している。
量産型アレキサンダー ユリウス
サクヤ機、イリューダ（トリェーリャ）機、イリアス機、ゼロノ機がシグルス防衛戦に登場。ワイズネル・キャノン、バーン・ブラスター、ファイナルスマッシャー（宇宙用）を使用。ゼロノ機は「因果律障壁」（ただし時間そのものを削る対象には無効）を使用。
アレキサンダー（宇宙用）
反物質外燃機関及び時流推進機関搭載。シグルス防衛戦と時空回廊戦に登場。時空回廊戦ではキョウシロウ他、ユキエ、サクヤ、イリューダ（トリェーリャ）、イリアス、ゼロノも同乗し、両腕部の新兵器ワイズネル・バスター（ワイズネル・キャノンをガトリング砲のように束ね、毎分1200発のMBH弾頭を発射）を使用。
宇宙戦艦 シグルス
ジークフリート級宇宙戦艦の四番艦。全長約2000 ｍ。
ジークフリート・アーバルティア
宇宙戦艦のような胴体に、頭と手足を付けた、超巨大ロボ。時間制御ドライブを6基搭載。恭介他、ひかり、ルー、ミーナ、霊宝、イリューダ（アドナー/ドーヴェ）が同乗。兵装は時間凍結ミサイル。
決戦兵器 ヴァルハラ・デーゲンハルト
ディゾルブの聖地を改造。スーツとリョウトがアレキサンダーの強化パーツを輸送。
アレキサンダー・ギガンティック
アレキサンダーと強化パーツが合体した、ジークフリート・アーバルティアにも匹敵する巨大な機神。主兵装はギガンティック・イレイサー。

## スタッフ
監督・美術 - h_1
キャラクターデザイン・原画 - 今中光太郎、睦弦
シナリオ - ORU
音楽 - 上原一之龍
演出 - すぱな
システム - casper

## 主題歌
オープニングテーマ「Get the future」
作編曲 - 井ノ原智（Angel Note）
作詞 - なかせひな
歌 - なかせひな/Riryka